# Ermitorio de El Salvador (Onda)

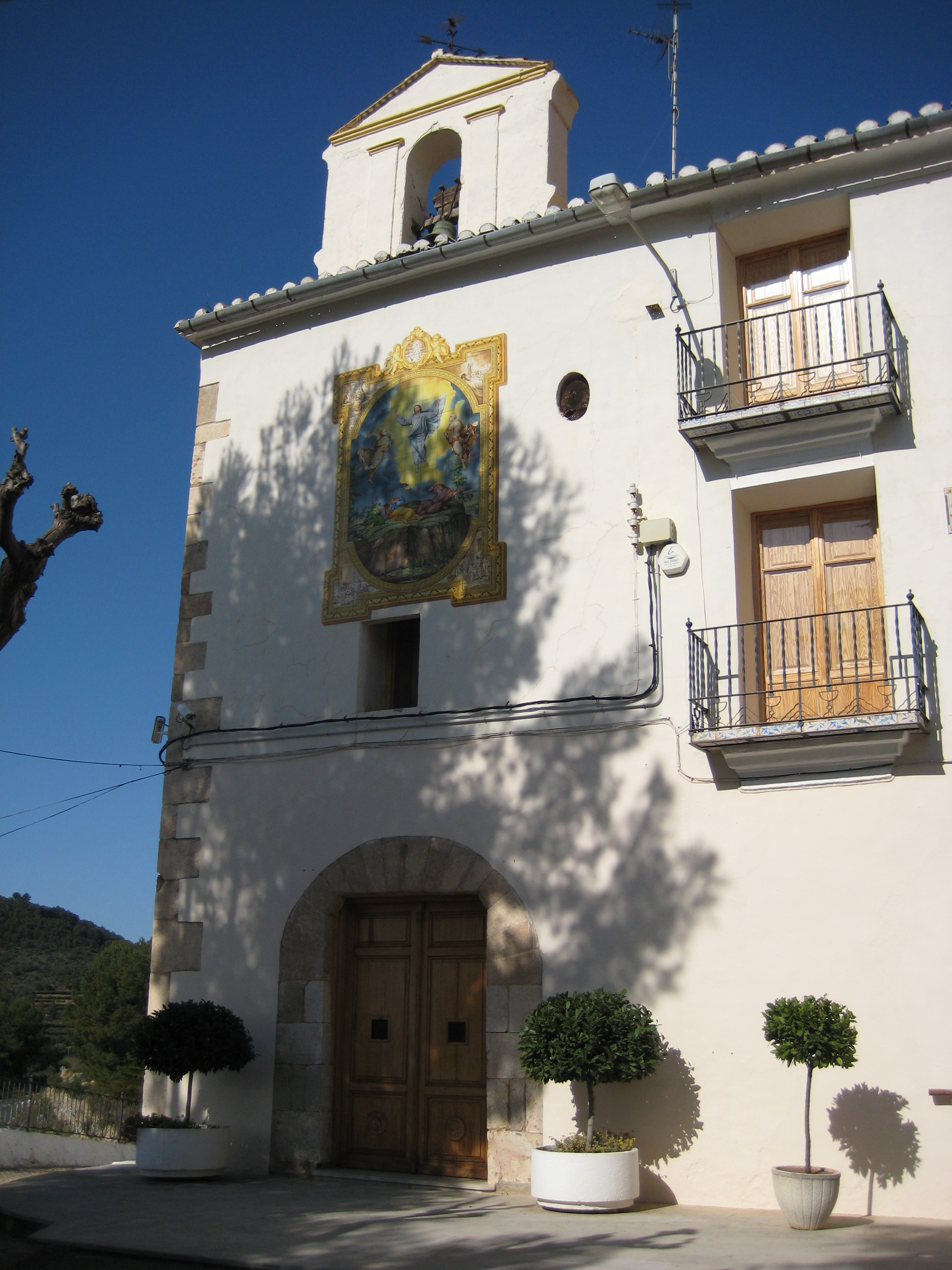
Fachada de la ermita del Salvador

El Ermitorio del Santísimo Salvador de Onda (Provincia de Castellón, España) está situado a unos 5 km de la villa de Onda, siguiendo la carretera hacia Ribesalbes, y sobre una pequeña colina dominada por otras que se levantan por el Norte y posterior al edificio.

## Descripción
Este templo se cree fundado en el siglo XIV. Sin embargo, el amojonamiento de los términos de Onda y de Fanzara realizado en 1332 no menciona el lugar. Esto podría indicar que, por aquellas fechas, el ermitorio del Salvador todavía no había sido construido. En cualquier caso, la primera mención escrita data del año 1555. Entonces, Joan de Joanes reconoció haber cobrado por pintar la imagen del Salvador de Onda.
El actual ermitorio, dedicado al culto del Santísimo Salvador Jesucristo, patrono de la villa de Onda, fue edificado en 1724. En 1734 se colocó y doró el Altar Mayor, en cuyo interior está la actual imagen del Santísimo Salvador que se venera. En 1792 se puso en el Altar Mayor un rico frontal de mármol jaspeado, propio del término de Onda, labrado por el cantero ondense Miguel March.
El templo consta de una pequeña nave de estilo dórico. El pavimento es de finos azulejos fabricados y regalados por el director y dueño de la extinta fábrica de azulejos de Onda, "La Valenciana", D. Manuel Garcés, el cual los pintó por su propia mano, figurando el escudo de armas de la población y varios adornos.
La hospedería está adosada al templo, y forma un espacioso edificio con una fachada de ocho balcones de hierro.